# Clorometilación de Blanc

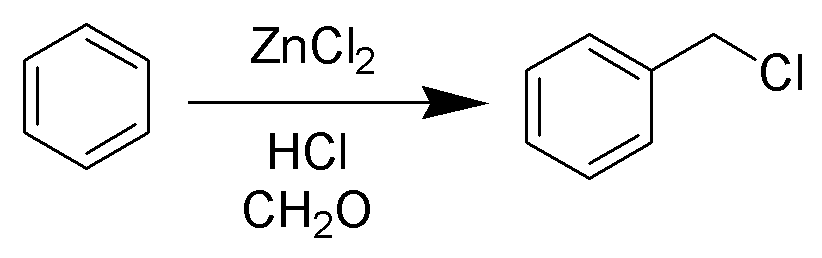
Representación de la clorometilación de Blanc

La Clorometilación de Blanc o Reacción de Blanc es una reacción orgánica de anillos aromáticos que utiliza formaldehído y ácido clorhídrico catalizados por cloruro de zinc u otro ácido de Lewis para formar clorometil arenos. Fue desarrollada por el químico francés Gustave Louis Blanc (1872-1927). La reacción se realiza con cuidado ya que, como la mayoría de las reacciones de clorometilación, produce un bis(clorometil) éter altamente cancerígeno como subproducto. 

## Mecanismo
La reacción se realiza en condiciones ácidas y con un catalizador ZnCl2. Estas condiciones protonan el formaldehído carbonilo haciendo que el carbono sea mucho más electrofílico. El aldehído es entonces atacado por los pi-electrones aromáticos, seguido por la rearomatización del anillo aromático. El alcohol bencílico así formado se convierte rápidamente en cloruro en las condiciones de reacción.
Aunque la reacción es un medio eficaz para introducir un grupo clorometil, la producción de pequeñas cantidades de bis(clorometil)  éter altamente cancerígeno es una desventaja.

## Clorometilados relacionados
La clorometilación de tioles puede realizarse con HCl concentrado y formaldehído:
ArSH  +  CH2O  +  HCl   →   ArSCH2Cl  +  H2O
La clorometilación también puede realizarse utilizando 
ArH  +  CH3OCH2Cl   →   ArCH2Cl  +  CH3OH
Esta reacción se emplea en la clorometilación de estireno en la producción de resinas de intercambio iónico y resinas de Merrifield.